# Eperjessy Sándor
Bánóci Eperjessy Sándor (Vinna, 1811. július 3. – 1891. november 14.) teológiai doktor és kanonok, költő.

## Élete
Egri egyházmegyei pap volt és teológiatanár a püspöki líceumban; később sajóvárkonyi esperes-plébános és címzetes püspök.

## Művei
- Elegia Tamásy Calas. József sátoraljaujhelyi gymn. igazgató tiszteletére. Eger, 1826.
- Theses ex universa theologia, quas in scient. univ. Pestiensi pro obtin. ss. theol. doctor. laurea propugnandas suscepit. Budae, 1840.
- Bevezetés a ker. kath. erkölcstanba. Uo. 1843.

A pesti papnevelőintézet Munkálataiban (1833.) lépett föl az irodalomban: Ki legyen a megigért Messiás? c. cikkével.